# الاتحاد العربي للاقتصاد الرقمي
الاتحاد العربي للاقتصاد الرقمي هو منظمة عربية تابعة لجامعة الدول العربية تهدف إلى دعم تطوير البنى التحتية والأطر التنظيمية والمعرفية والتشريعية والتقنية وفقاً للمواصفات الدولية بكل ما هو مرتبط بمجالات واستخدامات الاقتصاد الرقمي في المنطقة العربية.

## التأسيس
تم تأسيس الاتحاد العربي للاقتصاد الرقمي في إبريل 2018 من قبل مجلس الوحدة الاقتصادية العربية، وانضم إلى الاتحادات العربية النوعية المتخصصة التابعة لجامعة الدول العربية في عام 2021، وعضوية المكتب التنفيذي في عام 2021، ليعمل تحت الإشراف المباشر من الأمين العام لجامعة الدول العربية

## المبادرات

### الرؤية العربية للاقتصاد الرقمي
أطلق في مؤتمر الاقتصاد الرقمي العربي الذي عقد في أبوظبي 17 ديسمبر 2018 برعاية من دولة الإمارات العربية المتحدة وبحضور ممثلي الدول العربية. ويهدف المشروع إلى إعادة بناء وتطوير المنظومات الاقتصادية في الدول العربية، وأيضا دعم جهود العمل العربي المشترك بهدف تعزيز الاقتصاد الرقمي، وذلك عبر 20 هدف استراتيجي و50 برنامج ومشروع شارك في إعداد وصياغة وثيقة الرؤية العربية جامعة هارفرد الأمريكية ولجنة دولية تضم ممثلين من الأمم المتحدة، والبنك الدولي، والاتحاد الأوروبي، ومنظمة التعاون الاقتصادي والتنمية، وأكثر من 70 خبير دولي.

### المؤشر العربي للاقتصاد الرقمي
المؤشر العربي للاقتصاد الرقمي هو إحدى مبادرات الرؤية العربية للاقتصاد الرقمي لقياس الوضع الرقمي والاقتصادي في الدول العربية. تم إطلاق النسخة الأولى من المؤشر في 2019 والنسخة الثانية في 2020.

### الجامعة الرقمية العربية
تم الإعلان عن الجامعة الرقمية العربية في 2020، وهي منصة رقمية للتعليم والتدريب المهني المعتمد تجمع الجامعات والمعاهد ومراكز التدريب، ولتعمل كأداة للتعليم والتدريب ونشر المعرفة في الاقتصادات الناشئة لتغطي منطقة الشرق الأوسط وإفريقيا. وهذه المبادرة بالشراكة مع اتحاد الجامعات العربية والمنظمة العربية للتنمية الإدارية، والمتوقع إطلاق المرحلة الأولى من المنصة في منتصف 2022.

### الجائزة العربية للاقتصاد الرقمي
في عام 2021، أُطلقت هذه الجائزة لتحفيز البحوث والدراسات والتطبيقات التكنولوجية المختصة في مجالات الاقتصاد الرقمي. كما تهدف الجائزة لدعم نشر أفضل الأنشطة والممارسات العملية والبحثية في كافة العالم العربي التي تدعم التنمية المستدامة. وكذلك العمل على تشجيع المؤسسات والأفراد إلى نشر المعرفة في إعداد البحوث العلمية في مجال الاقتصاد الرقمي.

### المركز العربي للتعلم ودراسات المستقبل
تم تأسيس المركز في عام 2018 والإعلان عنه رسمياً في 2020. يهدف المركز العربي للتعلم ودراسات المستقبل إلى تحقيق هدفين أساسيين. الهدف الأول هو تحقيق استشراف مستقبل الاقتصاد بالعالم والمنطقة العربية، والهدف الثاني هو حث المؤسسات بالقطاعين العام والخاص على التحول لمؤسسات منتجة للمعرفة. نشر المركز عدد من التقارير والدراسات البحثية والمتخصصة المستشرفة للمستقبل في ميادين التكنولوجيا والاقتصاد بشكل عام والاقتصاد الرقمي بشكل خاص. من بين الدراسات التي نشرها المركز هي دراسة بعنوان «تحليل إستراتيجية الاقتصاد الرقمي» بالتعاون مع جامعة هارفرد الأمريكية.

### المؤتمر السنوي للاقتصاد الرقمي
مؤتمر دولي سنوي يعقد في دولة الإمارات العربية المتحدة وبعض العواصم العربية تحت رعاية الجامعة العربية وحضور عدد من ممثلي الحكومات في المنطقة العربية بهدف تسليط الضوء على التطورات في مجالات الاقتصاد الرقمي.

## مجلس إدارة الاتحاد
- الفريق الشيخ سيف بن زايد آل نهيان، الرئيس الأعلى للاتحاد (2018-الآن)

- دكتور علي محمد الخوري، رئيس مجلس الإدارة (2018 – الآن)